# Liste in Tadschikistan vorhandener Dampflokomotiven
Dies ist eine Liste erhaltener Dampflokomotiven auf dem Gebiet von Tadschikistan.

## Breitspurlokomotiven 1524 mm
| Bild | Nummer oder Name | Bauart / Achsfolge | Hersteller | Fabrik-nr. | Baujahr | Historie | Eigentümer / Betreiber / Strecke | Standort                     | Bemerkungen |
| ---- | ---------------- | ------------------ | ---------- | ---------- | ------- | -------- | -------------------------------- | ---------------------------- | ----------- |
|      | SŽD Eu 733-??    | E h2               | ?          | ?          | ?       |          |                                  | Duschanbe, Park beim Bahnhof | [ 1 ]       |